# 文化女子大学室兰短期大学
文化女子大学室兰短期大学（日语：／ Bunka Joshi Daigaku Muroran  Tankidaigaku *），简称室兰短大（むろらんたんだい），是过去的一所位于日本北海道室兰市的私立短期大学。2009年停办。

## 概要

### 简介
- 短期大学为于1969年开办[1]、由学校法人文化学园经营、招生到于2007年、停办于2009年[2]。

### 历史
- 1969年 文化女子大学室兰短期大学成立并同时设置两个学科即保育科、服装学科[1]。
- 1983年 服装学科科改编为生活教养科[1]。
- 1988年 生活教养科变更为生活教养学科[1]。
- 2005年 生活教养学科科改编为群体总合学科[1]。
- 2006年 群体总合学科招生最后、次年停止招生[2]。
- 2007年 短期大学招生最后、次年停止招生[2]。
- 2008年 今年3月16日短期大学群体总合学科停办[2]。
- 2009年 今年8月26日正式停办[2]。

### 宪章
- 请参看文化女子大学室兰短期大学的标志 （页面存档备份，存于） （日語） 2014年1月24日阅览。

## 学校环境
- 校区：在了北海道室兰市

## 历任校长
- 大沼淳

## 组织

### 学科
- 保育科
- 群体总合学科[注 1]

### 专科
| - 没有 |

### 业余课程
| - 没有 |

### 附属学校
| - 幼儿园：文化女子大学室兰短期大学附属幼儿园成立于1976年。 |

## 知名校友
- 清水桂子：北翔大学短期大学部教员

## 相关链接
- 日本短期大学列表
- 文化学园大学
- 文化学园大学短期大学部